# 294 f.Kr.

## Händelser

### Efter plats

#### Grekland
- Kung Archidamos IV av Sparta (son till Eudamidas I och sonson till Archidamos III) blir besegrad av Demetrios Poliorketes av Makedonien i slaget vid Mantineia. Sparta räddas genom att Demetrios tvingas ta itu med de hot, som hans rivaler Lysimachos och Ptolemaios utgör.
- Alexander V av Makedonien blir avsatt av sin bror Antipater II. Därför vänder sig Alexander V till Demetrios Poliorketes för att få hjälp att återta sin tron. Demetrios Poliorketes gör sig dock själv till härskare över Makedonien, varpå han mördar Alexander V. Antipater II förlorar Makedoniens tron, men lyckas överleva.
- Pyrrhus av Epiros utnyttjar det dynastiska bråket i Makedonien mellan Alexander V, hans bror Antipater II och Demetrios Poliorketes till att ta över gränsområdena Paraioaia och Tymfaia samt Akarnanien, Amfolochien och Ambrakien.
- Lysimachos sluter fred med Demetrios Poliorketes, varigenom Demetrios blir erkänd härskare över Makedonien.

#### Egypten
- Ptolemaios får kontrollen över Cypern och de feniciska kuststäderna Tyros och Sidon.

#### Rom
- Victoriatemplet invigs.

#### Seleukiderriket
- Demetrios Poliorketes dotter Stratonike (hustru till Seleukos) gifter sig med sin styvson Antiochos. Seleukos skall ha fått giftermålet till stånd efter att ha upptäckt att hans son Antiochos (som han hade fått med sin förra hustru Ampas) var nära att dö av längtan efter att ha blivit kär i sin vackra styvmor.